# Operacja Uwda
Operacja Uwda (hebr. מבצע עובדה, Miwca Uwda; pol. Operacja Fakt) – izraelska operacja wojskowa przeprowadzona podczas I wojny izraelsko-arabskiej w dniach 5-10 marca 1949 celem przejęcia kontroli nad całością obszaru południowo-wschodniej pustyni Negew. Operacja zakończyła się sukcesem Izraelczyków.

## Tło wydarzeń
W maju 1948 państwa arabskie dokonały interwencji zbrojnej w Palestynie, która przekształciła się w I wojnę izraelsko-arabskę. Na froncie południowym, część pustyni Negew, pas wybrzeża i większą część Judei zajęły wojska egipskie. Po serii ciężkich walk, w październiku Izraelczycy przeszli do kontrofensywy i w trakcie operacji Jo’aw (15-22 października) zajęli miasto Beer Szewa, przejmując inicjatywę na froncie południowym. Kolejne operacje systematycznie zmniejszały obszar kontrolowany przez Arabów na Negewie. W dniach 23-25 listopada przeprowadzono operację Lot, w trakcie której oczyszczono z sił arabskich północno-wschodnią część pustyni Negew oraz przywrócono komunikację z Morzem Martwym. Kolejna operacja Asaf (5-7 grudnia) przyniosła udaremnienie egipskich planów przejęcia kontroli nad zachodnim Negewem i przygotowała pozycje wyjściowe do kolejnych operacji zaczepnych w obszarze Strefy Gazy. Końcowym etapem tych walk była operacja Horew (22 grudnia 1948-7 stycznia 1949), podczas której większość egipskich sił została usunięta z Palestyny, z wyjątkiem Strefy Gazy. Szczególne konsekwencje pociągnęło za sobą wkroczenie wojsk żydowskich na półwysep Synaj i atak na portowe miasto Al-Arisz. Ostra reakcja międzynarodowa doprowadziła do rozpoczęcia 12 stycznia 1949 tajnych rozmów izraelsko-egipskich na wyspie Rodos. W ich rezultacie 24 lutego 1949 zawarto rozejm izraelsko-egipski. Oba państwa zgodziły się unikać siły militarnej przy rozwiązywaniu kwestii Palestyny, zobowiązując się przy tym do nie podejmowania żadnych działań wojskowych i przestrzegać warunków zawieszenia broni. Był to niezbędny pierwszy krok w kierunku zakończenia wojny i przywrócenia pokoju w Palestynie. Następnego dnia po podpisaniu porozumienia, rozpoczęła się ewakuacja egipskich wojsk z rejonu al-Faludża. Wyznaczono linię demarkacyjną rozejmu, zaznaczając jednak, że nie jest to granica państwowa lub terytorialna. Jej podstawowym celem było wyznaczenie linii, z którą nie mogły być przemieszczane siły zbrojne żadnej ze stron. Linia demarkacyjna została sporządzona w oparciu o granicę międzynarodową między Egiptem a Mandatem Palestyny z 1922. Szczegółowo określono wielkość sił egipskich i izraelskich, oraz pozycje ich dyslokacji w rejonie Strefy Gazy. Ze względu na brak podobnego porozumienia izraelsko-jordańskiego, w obszarze Betlejem i Hebronu uczyniono wyjątek od reguły, względem stacjonowania wojsk izraelskich. Rejon Audża al-Hafir ogłoszono strefą zdemilitaryzowaną, zabraniając obecności wojsk obu stron w pobliżu tego miejsca. Określono zasady wymiany jeńców wojennych. Do wykonania postanowień porozumienia powołano Mieszaną Komisję Rozejmu (MAC; ang. Mixed Armistice Commission) składającą się z siedmiu członków: po trzech wyznaczały Egipt i Izrael, natomiast ostatni był wysokim oficerem Organizacji Nadzorującej Rozejm Narodów Zjednoczonych. Wśród licznych zadań powierzonych Komisji było rozwiązywanie kwestii spornych. Siedzibą Komisji została Auja w strefie zdemilitaryzowanej.
Podpisanie tego rozejmu, pod pewnym względem, było porażką izraelskiej strategii politycznej. Wynikało to z faktu, że Egipt nie zgodził się na całkowite wycofanie swoich wojsk (utrzymał Strefę Gazy), nie uznał faktu istnienia państwa żydowskiego i nie podpisał trwałego porozumienia pokojowego, tylko zawieszenie broni. W rezultacie, wojna izraelsko-egipska została tylko przerwana na czas obowiązywania rozejmu. Wywiązując się z zawartego porozumienia, Izraelczycy wypuścili z okrążenia 4 Brygadę, która w dniach 26-27 lutego przemaszerowała do Gazy. Podobnie uczyniły egipskie oddziały z Zachodniego Brzegu, które również otrzymały zgodę na przemarsz przez izraelskie terytorium do Gazy. Podczas całej tej akcji, izraelskie oddziały pozostawały w gotowości na wypadek wznowienia walk na południu.
W tej nowej sytuacji polityczno-militarnej, szef Południowego Dowództwa generał Jigal Allon zaproponował Sztabowi Generalnemu umocnienie izraelskiego panowania nad całością obszaru pustyni Negew. Po otrzymaniu zgody, rozpoczęto przygotowywanie planu operacji Uwda (pol. operacja Fakt). Jej nazwa nawiązywała do chęci ustanowienia przez Izrael sytuacji de facto na Negewie. Zakładano przeprowadzenie krótkiej operacji, podczas której mobilne jednostki przejmą kontrolę nad południowo-wschodnią częścią Negewu i zajmą egipski posterunek policji w Umm Rashrash (dzisiejszy Ejlat). W ten sposób państwo żydowskie uzyskałoby dostęp do Zatoki Akaba i poprzez nią do Morza Czerwonego. Dowództwo podkreśliło przy tym, że wszystkie jednostki biorące udział w tej operacji mają unikać starć zbrojnych z wojskami jordańskimi. Zezwolono jednak na podjęcie walki w obronie własnej.

## Układ sił

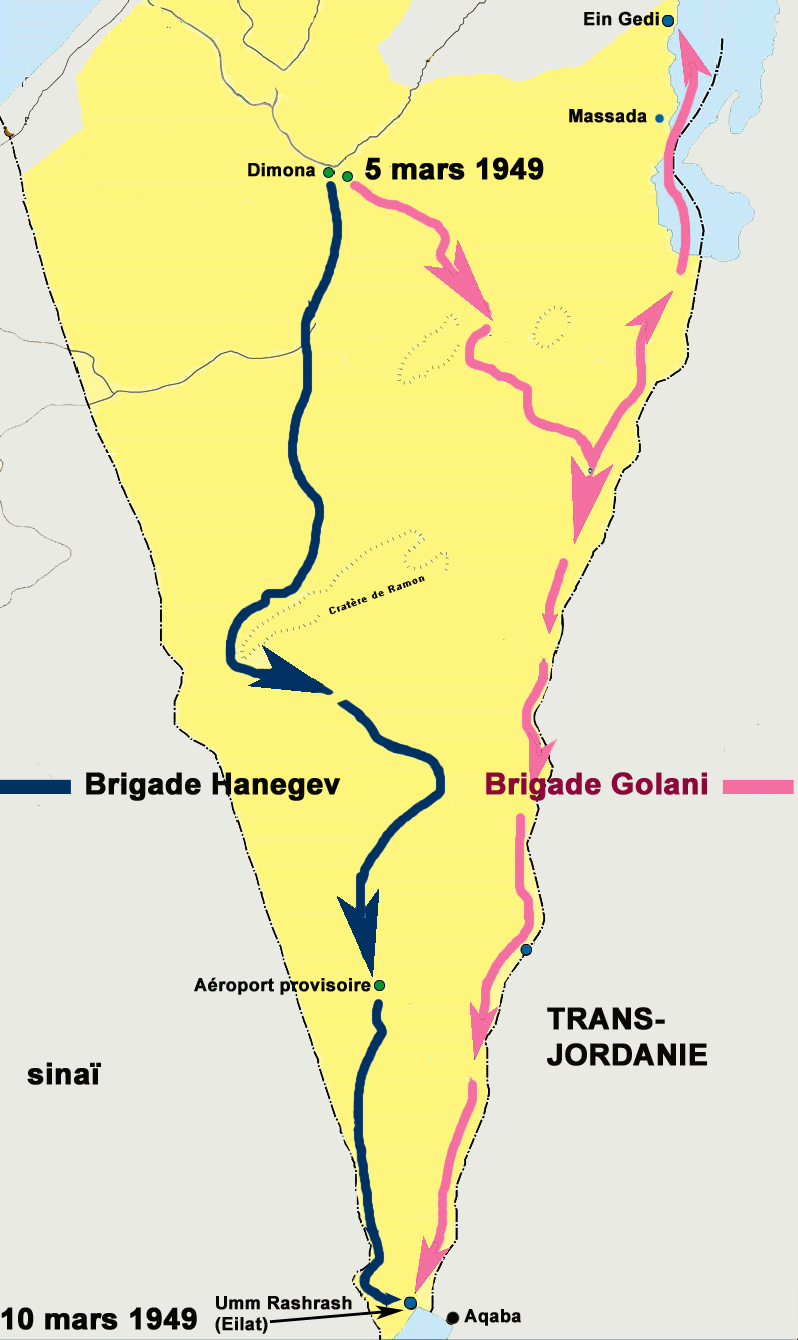
Przebieg operacji Uwda

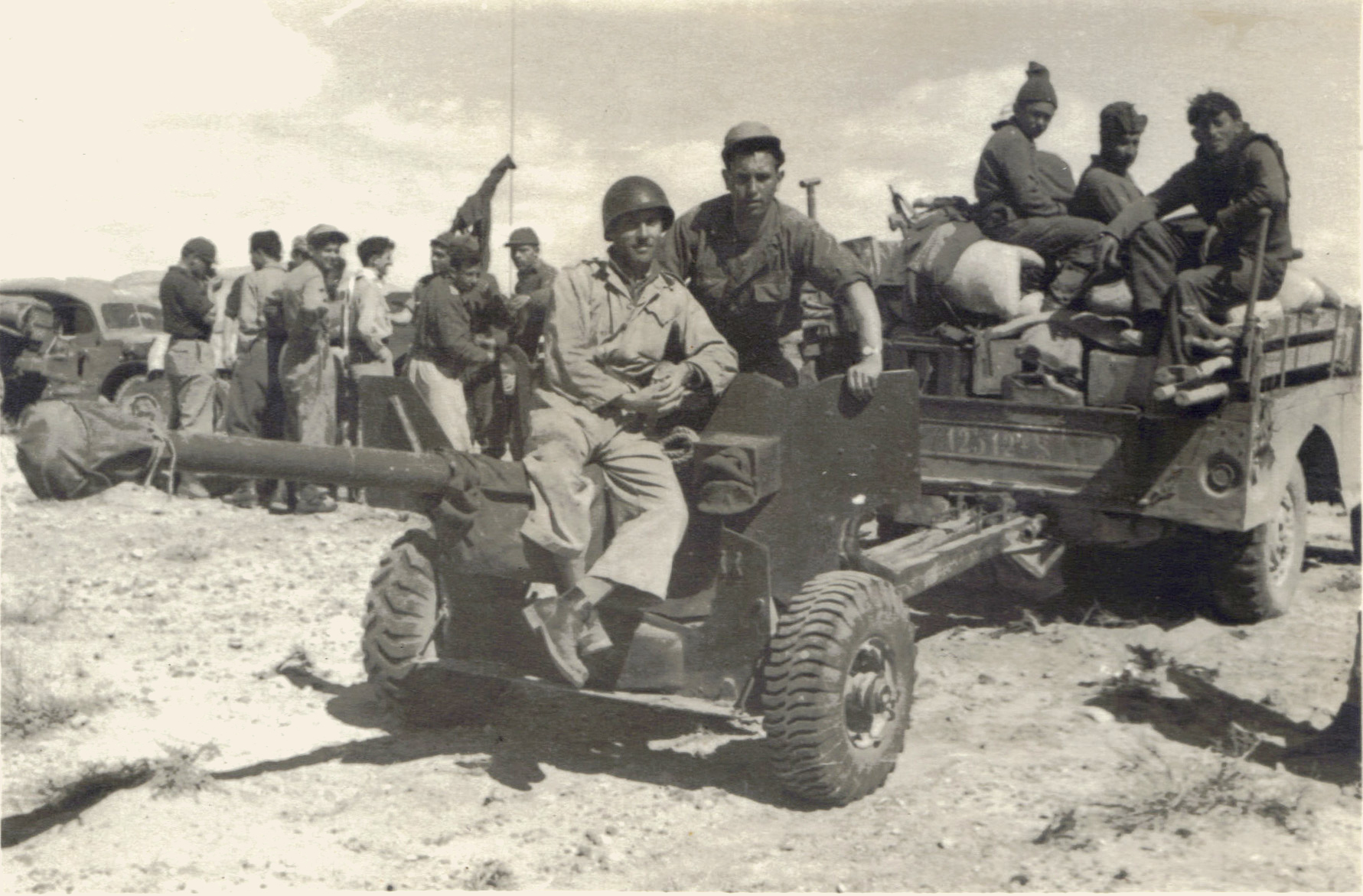
Izraelscy żołnierze Brygady Golani, 9 marca 1949

### Siły arabskie
W obszarze przygotowywanej operacji Uwda nie było żadnych wojsk egipskich, ponieważ wszystkie one zgodnie z postanowieniami porozumienia o zawieszeniu broni, wycofały się na południe. Rozejm izraelsko-egipski zakazywał im przemieszczania się na północ od drogi Taba-al Kusajma-Auja.

### Siły żydowskie
Do przeprowadzenia operacji Uwda wyznaczono siły Brygady Golani i Brygady Negew. Operację miała rozpocząć Brygada Negew, której jednostki mobilne miały wyruszyć z Beer Szewy i poprzez obszar krateru Ramona dotrzeć w pobliże Zatoki Akaba, aby założyć tam tymczasowy pas startowy i drogą powietrzną dostarczyć dodatkowe oddziały. Brygada Golani otrzymała zadanie zajęcia pozycji obronnych na granicy z Transjordanią, mniej więcej w obszarze zakończenia działań operacji Lot w Dolinie Arawa. Pod odczekaniu dwóch dni, aby uzyskać pewność, że Jordańczycy nie rozpoczną działań militarnych, Brygada Golani miała zająć całą Dolinę Arawa. Działanie to miało na celu ochronę wschodniego skrzydła Brygady Negew, która w międzyczasie zajęłaby miejsce styku granic egipskiej z jordańską nad Zatoką Akaba. Brygada Aleksandroni zajęła pozycje obronne na południe od Morza Martwego.

## Przebieg operacji
Operacja Uwda rozpoczęła się wieczorem 5 marca 1949. Z Beer Szewy wyruszyły mobilne jednostki Brygady Negew. Były to 13 i 19 Bataliony Piechoty, wspierane dwoma bateriami artylerii polowej i przeciwpancernej. Rozpoznanie lotnicze zapewniały im lekkie samoloty Piper. Grupa uderzeniowa udała się na południe do Bir 'Asluj, aby następnie wykręciła na wschód i dotarła do krateru Ramona. Równocześnie siły Brygady Golani wyruszyły z Mamszit na południowy wschód, w kierunku granicy z Transjordanią.
Rankiem 6 marca, grupa uderzeniowa Brygady Negew miała trudności z wyruszeniem w dalszą drogę, ponieważ niespodziewanie zimna noc spowodowała usterki techniczne pojazdów. Gdy udało się ruszyć, w Wadi al-Adir przełamał się jeden z samochodów terenowych. Po nieudanych próbach naprawy, został on porzucony na pustyni. Cała droga była ciężka do przejechania, i nieustannie musiano poszukiwać objazdów. Wczesnym popołudniem, kolumna dotarła do Sde Avraham, przystępując do przygotowania tymczasowego pasu startowego. Żołnierze wyrównali i utwardzili teren. Pas startowy został nazwany „Lotniskiem Abrahama”. Późnym wieczorem przeprowadzono nieudaną próbę lądowania samolotu transportowego. Tymczasem, w godzinach późno nocnych, czołowe oddziały Brygady Golani dotarły w rejon granicy jordańskiej. W nocy z 6 na 7 marca utworzono w tym obszarze pozycje obronne, przygotowując się na ewentualną kontrakcję Jordańczyków. Równocześnie z Beer Szewy wyruszyła Brygada Aleksandroni, kierując się w stronę południowego krańca Morza Martwego. Natomiast do Sede Awraham dotarły posiłki, dostarczając zaopatrzenie i paliwo niezbędne do kontynuowania operacji.
7 marca, posiłki Brygady Negew utworzyły pozycje obronne wokół pasu startowego w Sde Avraham. Udało się również ukończyć prace na lądowisku, na którym wylądował pierwszy samolot. Grupa uderzeniowa Brygady Negew ograniczyła swoje działania do niewielkich działań zwiadowczych po okolicy, oczekując dostarczenia drogą powietrzną zaopatrzenia. Tymczasem Brygada Aleksandroni dotarła do południowego krańca Morza Martwego, zajmując pozycje obronne naprzeciw granicy jordańskiej. Natomiast batalion zmechanizowany Brygady Golani zajął wioskę Ein Harouf, którą wcześniej zajmowali Jordańczycy. Jednostki inżynieryjne natychmiast przystąpiły do przygotowywania drogi do dalszego natarcia na południe.
W dniu 8 marca rozpoczęła się główna faza operacji Uwda. Brygady Golani i Negew rozpoczęły marsz na południe, kierując się dwoma ramionami w stronę Zatoki Akaba. Między oboma brygadami istniała prawdziwa rywalizacja, która z nich jako pierwsza dotrze do Morza Czerwonego. Jednostki zmechanizowane Brygady Negew przedzierały się przez górzyste drogi Negewu, napotykając przy tym na bardzo duże trudności i tracąc dużo czasu na szukanie objazdów. Natomiast Brygada Golani posuwała się wzdłuż Doliny Arawa. W rejonie wioski al-Ghamr napotkano na oddział jordańskiej straży granicznej. Wykonując rozkazy dowództwa, izraelscy żołnierze przeprowadzili manewr oskrzydlający, aby w ten sposób uniknąć konfrontacji z Jordańczykami. Ci, obawiając się okrążenia, szybko wycofali się na terytorium Transjordanii. W nocy z 8 na 9 marca Brygada Aleksandroni przeprowadziła desant morski na Morzu Martwym w rejonie En Gedi. Założono tutaj najdalej wysunięty na północ posterunek wojskowy. Równocześnie oddział lądowy zajął Masadę.
9 marca, Brygada Golani kontynuowała marsz na południe i zajęła wioski Dżarandal oraz Ein Dżadjan, w odległości 30 km na północ od Zatoki Akaba. W rejonie tym doszło do kilku incydentów z żołnierzami jordańskiej straży granicznej, którzy otwierali ogień do izraelskich kolumn. Natomiast Brygada Negew dotarła do dawnej granicy Egiptu z Mandatem Palestyny, i graniczną drogą kontynuowała marsz na południowy wschód. W nocy z 9 na 10 marca Brygada Golani natknęła się na oddział jordańskiego Legionu Arabskiego wyposażony w samochody pancerne. Izraelczycy ominęli ich pozycje, stwarzając wrażenie, że przeprowadzają manewr oskrzydlający. Jordańczycy obawiając się okrążenia, wycofali się.
Rankiem 10 marca, izraelski zwiad lotniczy poinformował, że jordańscy żołnierze opuścili swoje pozycje na klifie nad Zatoką Akaba i udali się szybkim marszem w stronę pobliskiego miasta Akaba. Informację tę wykorzystał oddział Brygady Negew, który natychmiast zajął opuszczone pozycje, otwierając drogę dla jednostek inżynieryjnych poszukujących drogi prowadzącej w dół stromego urwiska. Nie mogąc znaleźć drogi dla pojazdów, dowódca Brygady Negew wydał rozkaz przeprowadzenia rajdu jeepami przez egipskie terytorium, gdzie warunki topograficzne były bardziej korzystne do przejechania samochodów terenowych. Manewr ten całkowicie zaskoczył egipskich żołnierzy, którzy nie zdążyli nawet zareagować na szybko mijające ich jeepy. W ten sposób, o godzinie 15:00 żołnierze Brygady Negew zajęli opuszczony posterunek policji w Umm Rashrash. O godzinie 16:00 żołnierz Awraham Adan zawiesił flagę Izraela w posterunku Umm Rashrash. Ponieważ była to ostatnia operacja wojskowa wojny, moment ten uznaje się za koniec wojny.
O godzinie 17:00 do Umm Rashrash dotarli żołnierze Brygady Golani. Byli oni lepiej wyposażeni i zastąpili prowizoryczny maszt z flagą, nowym z większą flagą

## Reakcje i następstwa
Operacja zakończyła się sukcesem Izraelczyków, przyczyniając się do kształtowania powojennego przebiegu granic Izraela.